# Nicolas Chopin
Nicolas Chopin (polsk: Mikołaj Chopin) (15. april 1771 – 3. maj 1844) var fransklærer i preussisk- og russiskstyret Polen og far til komponisten Frédéric Chopin.

## Biografi
Nicolas Chopin blev født i landsbyen Marainville-sur-Madon i departementet Vosges i Lorraine, Frankrig. Han var søn af hjulmageren François Chopin og Marguerite Chopin (født Deflin). Nicolas Chopin og hans familie boede på et gods, der tilhørte en polak ved navn Michał Jan Pac, hvis bestyrer, polakken Adam Weydlich, syntes godt om den lille Nicolas.
I 1787, da Weydlich skulle hjem til Polen, tog han den da 16-årige Nicolas med sig og gav ham arbejde på sin tobaksfabrik i Warszawa. I de næste mange år arbejdede Nicolas som kontorist og bogholder på fabrikken. Tre år efter forspildte han muligheden for at besøge sit hjemland: På grund af udbruddet af Den Franske Revolution i 1789 og risikoen for at blive indrulleret i den franske hær takkede han nej til at rejse til Strasbourg som forretningsrepræsentant for Pac. I resten af sit liv havde Nicolas Chopin ingen kontakt til sit hjemland.
I 1792 blev Polen delt for anden gang, og Weydlichs fabrik måtte lukke. Den ringe udsigt til at få nyt arbejde fik Nicolas til at overveje at vende hjem til Frankrig. Dette blev dog spoleret af sygdom. Kort før Kościuszko-opstanden i 1794 var han atter rask og sluttede sig til Warszawas byværn, hvor han opnåede rang af løjtnant. Et år senere blev han såret; på den tid var oprøret ved at bryde sammen.
Efter sin tid som soldat fandt Chopin arbejde som lærer for familien Łączyński i byen Czerniewo i provinsen Mazowsze (en af familiens døtre, Maria, blev senere berømt, da hun blev Napoleon Bonapartes elskerinde). Nicolas Chopin tilbragte seks år hos dem. På den tid blev Central- og Østeuropa overrendt af flygtninge fra områder ramt af revolution, og mange af dem tog den samme slags arbejde som Nicolas. I Polen blev det moderne at have en fransk aristokrat i huset. Nicolas var ikke født ud af aristokratiet, men nød alligevel høj social status på grund af årene hos den velhavende Łączyński-familie.
De næste mange år boede Nicolas i Żelazowa Wola hos grevinde Ludwika Skarbek og hendes familie (der var slægtninge af Łączyńskierne) som lærer for familiens fire børn. Den 2. juni 1806 giftede han sig med familien Skarbeks fattige slægtning Tekla Justyna Krzyżanowska, der arbejdede som husholderske i deres hjem. Hun var datter af Jakub Krzyżanowski og Antonina, født Kołomińska, fra byen Długie i (Włocławek Amt). Justynas bror blev senere far til den amerikanske unionsgeneral Włodzimierz Krzyżanowski.
Et år senere blev Nicolas' og Justynas første datter, Ludwika (Louise) født, hvorpå de flyttede ind i et større hus på Skarbeks gods.
I 1810 fik de sønnen Fryderyk. Hans gudfar var Fryderyk Skarbek, der var blevet undervist af Nicolas Chopin.
Grev Skarbek var sunket ned i gæld og var flygtet til Hertugdømmet Warszawa, og hans kone og fire børn sad alene tilbage. Børnene var i mellemtiden blevet store og behøvede ikke længere en lærer, så det stod klart, at Ludwika Skarbek ikke længere kunne have Nicolas ansat. Muligvis havde Nicolas overvejet at flytte til Warszawa allerede før Fryderyks fødsel.
I juli samme år tog Nicolas og Justyna til Warszawa med deres børn. De flyttede ind i Det Saksiske Palæ, hvor Warszawa Lyceum (en slags gymnasium) havde til huse; her blev Nicolas ansat som fransklærer. I juni 1814 blev han udnævnt til professor i fransk sprog, en stilling, som han beklædte frem til lukningen af gymnasiet i 1833.
Derudover blev Nicolas i 1812 udnævnt til professor i fransk sprog på en artilleri- og ingeniørgrundskole (Szkoła Elementarna Artylerii i Inżynierów), samt i 1820 ved en militær træningsskole (Szkoła Aplikacyjna Wojskowa), hvor han arbejdede, indtil skolen blev lukket i 1831.
I 1833, da uddannelsessystemet blev lavet om som følge af Novemberopstanden i 1830, blev der lagt planer om et nyt Pædagogisk Institut, hvor Nicolas Chopin skulle have en stilling. Mens han ventede på ansættelse, arbejdede han på deltid, samtidig med at han evaluerede fransklærerkandidater og franske værker, der var blevet foreslået som undervisningsmateriale i folkeskolerne. Det nye institut blev aldrig oprettet, og i 1837 gik Chopin på pension. Ikke desto mindre bibeholdt han sin stilling i Eksamenskomitéen frem til 1841. Derudover arbejdede han for en kort periode i 1837 som lektor i fransk ved Warszawas Romerskkatolske Gejstlige Akademi (Akademia Duchowna).
Nicolas Chopin døde af tuberkulose i Warszawa den 3. maj 1844 i en alder af 73 år. Han ligger begravet på Cmentarz Powązkowski i Warszawa sammen med sin Justyna Chopin.

## Familie
Den 2. juni 1806 giftede Nicolas Chopin sig med Justyna Krzyżanowska. Parret fik fire børn: Ludwika (født 1807), der giftede sig med Józef Jędrzejewicz; Fryderyk Franciszek (født 1810), en komponist og pianist bedst kendt under sit franske navn Frédéric Chopin; Izabela (født 9. juli 1811), som giftede sig med Antoni Barciński; og Emilia (født 1813), der døde af tuberkulose i 1827, blot 14 år gammel.
I 1829 malede Ambroży Mieroszewski portrætter af Nicolas og Justyna Chopin (Justyna døde i oktober 1861, 81 år gammel) samt deres overlevende børn: Fryderyk (Mieroszewskis portræt er det tidligste kendte portræt af ham), Fryderyks storesøster Ludwika og hans lillesøster Izabela. Samme år malede Mieroszewski Fryderyks første professionelle klaverlærer, Wojciech Żywny.

## Vurdering
Ifølge Wincenty Łopaciński var Nicolas Chopin en intelligent og værdsat mand, en dygtig lærer og en omsorgsfuld far for sin talentfulde søn Fryderyk. Selvom Nicolas var fra Frankrig, blev han med tiden fuldstændig polsksindet og ”betragtede utvivlsomt sig selv som polak.”